# Alfa-Pirolidinopentiofenone
α-Pirolidinopentiofenone (noto anche come α-pirolidinovalerofenone, α-PVP, O-2387, β-keto-prolintano, Prolintanone o Dismetilpirovalerone) è uno stimolante sintetico della classe catinone sviluppato negli anni sessanta che è stato commercializzato come droga sintetica. Nel linguaggio comune è a volte denominato flakka o ghiaia. α-PVP è chimicamente correlato al pirovalerone ed è l'analogo chetonico del prolintano.

## Farmacodinamica
α-PVP agisce come un inibitore della ricaptazione della dopamina-norepinefrina con valori IC50 rispettivamente di 14,2 e 12,8 nM, simile al suo derivato metilendiossido MDPV.